# Paolo Uggè
Paolo Uggè (Milano, 4 ottobre 1947) è un sindacalista e politico italiano.

## Biografia
Vive a Teglio. Coniugato e padre di una figlia, fin dal 1979 è iscritto all'albo dei consulenti del lavoro. È stato segretario generale di Conftrasporto e della Federazione degli autotrasportatori italiani. Dal 2006 invece è presidente della predetta federazione. Nel 2010 viene nominato consigliere del Cnel.

### Incarichi parlamentari
Ha fatto parte della commissione parlamentare Trasporti, poste e telecomunicazioni (dal 6 giugno 2006 al 28 aprile 2008).

### Sottosegretario di Stato
È stato sottosegretario di Stato alle infrastrutture e ai trasporti nel secondo e terzo governo di Silvio Berlusconi (dal 7 marzo 2003 al 17 maggio 2006).

## Riconoscimenti
- Laurea honoris causa in Scienze politiche - Università Pro Deo New York (dubbia validità)[5]
- insignito dell'onorificenza di Cavaliere di Gran Croce 16 aprile 2018.